# Kazimierz Mirecki
Kazimierz Mirecki, ps. Kazimierz, Tadeusz, Żmuda, vel Tadeusz Stojewski (ur. 10 kwietnia 1910 w Ulanowie, zm. 1 kwietnia 1999 w Chicago) – członek Związku Akademickiego Młodzież Wszechpolska i Stronnictwa Narodowego oraz Narodowo-Ludowej Organizacji Wojskowej, Narodowej Organizacji Wojskowej, Armii Krajowej i Narodowego Zjednoczenia Wojskowego.

## Życiorys
Był synem Dominika i Pauliny z domu Ścisłowskiej, bratem Walerii, Bronisława, Leona, Janiny, Adama, Marii i Heleny. Uczył się w Państwowym Gimnazjum w Nisku, a następnie w Prywatnym Gimnazjum w Borszczowie, w którym zdał maturę. Na początku lat 30. podjął studia na Wydziale Prawa Uniwersytetu Warszawskiego. Przez kilka lat do 1938 pracował w ubezpieczalni społecznej w Czortkowie. Przystąpił do Młodzieży Wszechpolskiej i SN. W latach 1938–1939 pełnił funkcję kierownika organizacyjnego w zarządzie powiatowym SN w Nisku.
Po klęsce wrześniowej natychmiast zaangażował się w działalność konspiracyjną. Na przełomie 1939/1940 został mianowany komendantem Okręgu Rzeszowskiego Narodowo-Ludowej Organizacji Wojskowej. Wiosną 1940 podporządkował się jednak Zarządowi Głównemu SN i objął funkcję komendanta Okręgu Rzeszowskiego (tzw. Okręgu COP) Organizacji Wojskowej SN (późniejszego NOW). Jednocześnie przez cały okres okupacji hitlerowskiej był prezesem Zarządu Okręgu Rzeszowskiego SN. Redagował oficjalny organ prasowy obu organizacji w okręgu rzeszowskim – „Szczerbiec”. 
Chociaż nie należał do zwolenników scalenia z AK, podporządkował się umowie scaleniowej i został zaprzysiężony do AK w Warszawie przez Komendanta Głównego AK gen. Stefana Roweckiego 19 listopada 1942, a 3 maja 1943 awansowany na stopień podporucznika. Akcję scaleniową w Okręgu Rzeszowskim NOW zakończył dopiero w marcu 1944 i został wówczas II zastępcą komendanta Podokręgu AK Rzeszów płk. Kazimierza Putka. Po wkroczeniu wojsk sowieckich na ziemie polskie, był zdecydowanie przeciwny ujawnianiu struktur konspiracyjnych. 2 sierpnia 1944 rozkazał, aby struktury organizacji i oddziały partyzanckie NOW-AK przeszły do głębokiej konspiracji, zerwały kontakty z innymi organizacjami i dozbrajały się. Krytykował plan koncentracji 24 Dywizji Piechoty AK i zbrojnego ujawnienia przygotowywany w komendzie Podokręgu AK Rzeszów na początek września 1944.
Po rozwiązaniu AK wydał 26 lutego 1945 rozkaz wznawiający formalnie działalność Okręgu Rzeszowskiego NZW (używając nazwy NOW). W marcu tego roku utworzył komendę oddziałów leśnych NZW, której podlegały wszystkie oddziały partyzanckie Okręgu. Podlegał mu m.in. zorganizowany wówczas w Zarzeczu koło Przeworska oddział dywersyjny ppor. Ewalda Sroczyńskiego ps. Rzeka (później przejęty przez Bronisława Gliniaka ps. Radwan), odpowiedzialny za masakrę 6–8 osób (w tym dzieci) z żydowskiej rodziny Schlafów w Kisielowie w marcu 1945, a zajmujący się likwidowaniem działaczy Polskiej Partii Robotniczej i żołnierzy Armii Czerwonej. W maju 1945 przekazał prezesurę Okręgu Rzeszowskiego SN i komendę Okręgu Rzeszowskiego NZW Józefowi Sałabunowi, a sam objął funkcję szefa Wydziału I Organizacyjnego KG NZW. Budował łączność konspiracji narodowej w kraju z kierownictwem w Londynie. 15 sierpnia 1945 został przypadkowo aresztowany pod fałszywym nazwiskiem przez UB w Krakowie i zwolniony po kilku dniach wobec nieustalenia prawdziwej tożsamości. Był poszukiwany przez UB, który wyznaczył nagrodę za jego ujęcie. 
W grudniu 1945 wraz z grupą kilkunastu działaczy narodowych wyjechał przez Czechosłowację do Niemiec, skąd przedostał się do Francji. Po pięciu latach pobytu w tym kraju przeniósł się z rodziną do Kanady. Mieszkał początkowo w Hamilton, gdzie był prezesem koła SN, a od 1954 w Guelph. Pracował fizycznie, następnie zarządzał biurem wysyłki paczek do Polski i do Związku Radzieckiego, głównie dla Polaków z licznych parafii pod opieką jego brata Bronisława na Ukrainie. W 1961 przeniósł się do Chicago w Stanach Zjednoczonych, gdzie stał na czele Wydziału Politycznego emigracyjnego Stronnictwa Narodowego, był trzykrotnie wiceprezesem i przez wiele lat członkiem zarządu Instytutu Romana Dmowskiego w Chicago oraz działał w amerykańskim Stowarzyszeniu Polskich Kombatantów.
Zmarł 1 kwietnia 1999 w Chicago, został pochowany w rodzinnym grobowcu na cmentarzu w Racławicach k. Niska.
Był odznaczony Krzyżem Walecznych (XI 1943), Srebrnym Krzyżem Zasługi z Mieczami (V 1944) i Orderem Virtuti Militari V klasy (VIII 1944).

## Rodzina
Z zawartego w 1943 małżeństwa ze Stanisławą Gliniak, szyfrantką i kurierką Komendy Okręgu Rzeszowskiego NOW, miał troje dzieci.
Jego szwagrem był Bronisław Gliniak (1924–1969), żołnierz NOW, od połowy 1943 dowódca drużyny w oddziale partyzanckim „Ojca Jana”, później drugi dowódca oddziału dywersyjnego NZW w Zarzeczu, współuczestnik zabójstwa rodziny Schlafów w Kisielowie w marcu 1945.

## Publikacje
- Narodowa Organizacja Wojskowa w Centralnym Okręgu Przemysłowym, Bóg i Ojczyzna, Warszawa 1988 (wspomnienia)